# 荀子 (書)
《荀子》，戰國時荀況撰，二十卷，今存三十二篇。在四庫全書中為子部儒家類。
《荀子》全書共三十二篇，它们大致可分为三类，一类是荀子亲手所著的 22 篇，一类是荀子弟子所记录的荀子言行，共 5 篇，一类是荀子及弟子所引用的材料，共 5 篇；前两类是研究荀子思想的直接材料，是《荀子》一书的主体。今存《勸學篇》《修身篇》及《成相篇》《賦篇》等三十二篇。西漢劉向所首先整理校訂荀子及其弟子書論，定為三十二篇、唐楊倞注、清王先謙集解。此書本儒家崇禮、正名之說而主張性惡，為先秦重要的哲學思想著作，也是重要的散文集。《成相篇》是以民歌形式寫成，共有五十六段，每段採三、三、七、十一的句式，有說有唱，文字通俗易懂，刘师培在《论文偶记》中说：“观荀卿作《成相篇》，已近赋体，而其考列往迹，阐明事理，已开后世之联珠。”《賦篇》包括五篇短赋，是一种散文的赋体，常在中國文學史中被提及，被學者認為是中國辭賦文體的來源之一。
《荀子》内容总结和发展了先秦哲学思想。其中，阐述自然观的，主要有天论篇；阐述认识论的，有解蔽篇；阐述逻辑思想的，有正名篇；阐述伦理思想的，有性惡篇礼论篇等；非十二子是对先秦各学派一个批判性的总结；成相篇以民间文学形式宣传为君、治国之道。这些对于了解荀子思想內容來說是比較重要的。

## 书籍形式的变迁
《荀子》一书唐前仅以写本传世，至宋代始有刻本。北宋熙宁元年（1068）有国子监本。靖康之变，北宋沦亡，中原支离，文献典籍被金兵卷携北去，圖书雕版澌灭殆尽，靡有孑遗，幸有印本尚存天壤间。南宋淳熙八年（1181），钱佃与唐仲友同年以监本为底本翻刻《荀子》，两种刻本传世绝罕。钱佃的江西漕司本今存俄罗斯国立图书馆，国内仅有清黄丕烈士礼居摹抄本；唐仲友的台州公使库本因被弹劾牵涉伪造楮币、侵公入私而震动朝野，成为中国古代出版史上一桩著名公案。此书中土累代堙沉，日本有金泽文库藏本。清光绪十年（1884）黎庶昌据以影摹，刻入《古逸丛书》。

## 風格特色
《荀子》長於說理，文章多長篇大論，發揮盡致，講究邏輯和結構的形式美，多用排比，而且聲調鏗鏘。內容「重質尚用」，緊密結合文學和政治；詞藻豐富，比喻層出不窮。

## 目錄
《荀子》各篇名目：
- 劝学篇第一
- 修身篇第二
- 不苟篇第三
- 荣辱篇第四
- 非相篇第五
- 非十二子第六
- 仲尼篇第七
- 儒效篇第八
- 王制篇第九
- 富国篇第十
- 王霸篇第十一
- 君道篇第十二
- 臣道篇第十三
- 致士篇第十四
- 议兵篇第十五
- 强国篇第十六
- 天论篇第十七
- 正论篇第十八
- 礼论篇第十九
- 乐论篇第二十
- 解蔽篇第二一
- 正名篇第二二
- 性恶篇第二三
- 君子篇第二四
- 成相篇第二五
- 赋篇第二六
- 大略篇第二七
- 宥坐篇第二八
- 子道篇第二九
- 法行篇第三十
- 哀公篇第三一
- 尧问篇第三二

（其中大略、宥坐、子道、法行、哀公、尧问六篇，或系门人弟子所记）

## 
- 《荀子集解》，清道光王先謙撰。